# Ceratopogon turkestanicus
Ceratopogon turkestanicus är en tvåvingeart som beskrevs av Remm 1974. Ceratopogon turkestanicus ingår i släktet Ceratopogon och familjen svidknott. Inga underarter finns listade i Catalogue of Life.